# Trigonostemon
Trigonostemon är ett släkte av törelväxter. Trigonostemon ingår i familjen törelväxter.

## Dottertaxa tillTrigonostemon, i alfabetisk ordning[1]
- Trigonostemon adenocalyx
- Trigonostemon albiflorus
- Trigonostemon angustifolius
- Trigonostemon apetalogyne
- Trigonostemon aurantiacus
- Trigonostemon beccarii
- Trigonostemon birmanicus
- Trigonostemon bonianus
- Trigonostemon capillipes
- Trigonostemon capitellatum
- Trigonostemon carnosulus
- Trigonostemon cherrieri
- Trigonostemon chinensis
- Trigonostemon cochinchinensis
- Trigonostemon croceus
- Trigonostemon detritiferus
- Trigonostemon diffusus
- Trigonostemon diplopetalus
- Trigonostemon dipteranthus
- Trigonostemon eberhardtii
- Trigonostemon elegantissimus
- Trigonostemon elmeri
- Trigonostemon everettii
- Trigonostemon filiformis
- Trigonostemon flavidus
- Trigonostemon fragilis
- Trigonostemon gaudichaudii
- Trigonostemon hartleyi
- Trigonostemon heteranthus
- Trigonostemon hirsutus
- Trigonostemon howii
- Trigonostemon hybridus
- Trigonostemon inopinatus
- Trigonostemon ionthocarpus
- Trigonostemon kerrii
- Trigonostemon laetus
- Trigonostemon laevigatus
- Trigonostemon lanceolatus
- Trigonostemon laoticus
- Trigonostemon laxiflorus
- Trigonostemon longipedunculatus
- Trigonostemon longipes
- Trigonostemon magnificus
- Trigonostemon malaccanus
- Trigonostemon matangensis
- Trigonostemon matanginsu
- Trigonostemon merrillii
- Trigonostemon murtonii
- Trigonostemon nemoralis
- Trigonostemon nigrifolius
- Trigonostemon oblanceolatus
- Trigonostemon pachyphyllus
- Trigonostemon pentandrus
- Trigonostemon philippinensis
- Trigonostemon phyllocalyx
- Trigonostemon pierrei
- Trigonostemon poilanei
- Trigonostemon polyanthus
- Trigonostemon praetervisus
- Trigonostemon quocensis
- Trigonostemon reidioides
- Trigonostemon rubescens
- Trigonostemon rufescens
- Trigonostemon salicifolius
- Trigonostemon sandakanensis
- Trigonostemon sanguineus
- Trigonostemon semperflorens
- Trigonostemon serratus
- Trigonostemon sinclairii
- Trigonostemon stellaris
- Trigonostemon stenophyllus
- Trigonostemon sunirmalii
- Trigonostemon thorelii
- Trigonostemon thyrsoideus
- Trigonostemon tuberculatus
- Trigonostemon wenzelii
- Trigonostemon verrucosus
- Trigonostemon verticillatus
- Trigonostemon wetriifolius
- Trigonostemon whiteanus
- Trigonostemon villosus
- Trigonostemon viridissimus
- Trigonostemon voratus
- Trigonostemon xyphophylloides